# Vòng chung kết Billie Jean King Cup 2020-21
Vòng chung kết, trước đó được gọi là Nhóm Thế giới, là giải đấu cao nhất của Billie Jean King Cup 2020-21. Giải đấu ban đầu diễn ra trên mặt sân đất nện trong nhà tại László Papp Budapest Sports Arena ở Budapest, Hungary từ ngày 14 đến ngày 19 tháng 4 năm 2020, nhưng đã bị hoãn do đại dịch COVID-19. Địa điểm mới đăng cai giải đấu là O2 Arena, ở Prague, thi đấu trên mặt sân cứng trong nhà (Rebound Ace). Các trận đấu diễn ra theo thể thức đánh ba thắng hai trận và diễn ra trong 1 ngày. Có 2 trận đấu đơn, sau đó là một trận đấu đôi.
Pháp là đương kim vô địch, nhưng bị loại ở vòng bảng, thua cả 2 trận.
RTF là nhà vô địch, đánh bại Thụy Sĩ trong trận chung kết, 2–0.

## Các đội tham dự
Có 12 quốc gia tham dự Vòng chung kết, trước đó được gọi là Nhóm Thế giới. Vòng loại giải đấu như sau:
- 2 đội vào trận chung kết ở giải đấu trước
- 1 đội chủ nhà
- 1 đội đặc cách[7]
- 8 đội thắng vòng loại, vào tháng 2 năm 2020

| Các đội tham dự | Các đội tham dự | Các đội tham dự | Các đội tham dự | Các đội tham dự    | Các đội tham dự |
| · Úc            | · Belarus       | · Bỉ            | · Canada (WC)   | · Cộng hòa Séc (H) | · Pháp (TH)     |
| · Đức           | · RTF           | · Slovakia      | · Tây Ban Nha   | · Thụy Sĩ          | · Hoa Kỳ        |
| --------------- | --------------- | --------------- | --------------- | ------------------ | --------------- |

1. ^ Theo lệnh cấm của Cơ quan phòng chống doping thế giới (WADA) và phán quyết vào tháng 12 năm 2020 của Tòa án Trọng tài Thể thao (CAS), đội tuyển đến từ Nga không được phép sử dụng tên, cờ, hoặc quốc ca của Nga; đội tham dự Vòng chung kết Billie Jean King Cup 2021 dưới tư cách là đội của Liên đoàn quần vợt Nga (RTF), và sử dụng lá cờ của RTF.

## Đội hình
SR = Xếp hạng đơn, DR = Xếp hạng đôi. Bảng xếp hạng vào ngày 1 tháng 11 năm 2021.
| Úc                       | Úc  | Úc  |
| Tay vợt                  | SR  | DR  |
| ------------------------ | --- | --- |
| Ajla Tomljanović         | 43  | 140 |
| Storm Sanders            | 131 | 33  |
| Ellen Perez              | 200 | 43  |
| Olivia Gadecki           | 232 | 180 |
| Daria Gavrilova          | 412 | 559 |
| Đội trưởng: Alicia Molik |     |     |

| Belarus                      | Belarus | Belarus |
| Tay vợt                      | SR      | DR      |
| ---------------------------- | ------- | ------- |
| Aliaksandra Sasnovich        | 88      | 79      |
| Yuliya Hatouka               | 192     | 495     |
| Iryna Shymanovich            | 263     | 311     |
| Vera Lapko                   | 356     | 238     |
| Lidziya Marozava             | –       | 90      |
| Đội trưởng: Tatiana Poutchek |         |         |

| Bỉ                          | Bỉ  | Bỉ  |
| Tay vợt                     | SR  | DR  |
| --------------------------- | --- | --- |
| Elise Mertens               | 18  | 1   |
| Greet Minnen                | 70  | 81  |
| Ysaline Bonaventure         | 146 | 395 |
| Kirsten Flipkens            | 160 | 148 |
| Đội trưởng: Johan Van Herck |     |     |

| Canada                      | Canada | Canada |
| Tay vợt                     | SR     | DR     |
| --------------------------- | ------ | ------ |
| Rebecca Marino              | 148    | 175    |
| Carol Zhao                  | 328    | 570    |
| Françoise Abanda            | 353    | –      |
| Gabriela Dabrowski          | 710    | 5      |
| Đội trưởng: Sylvain Bruneau |        |        |

| Cộng hòa Séc          | Cộng hòa Séc | Cộng hòa Séc |
| Tay vợt               | SR           | DR           |
| --------------------- | ------------ | ------------ |
| Barbora Krejčíková    | 3            | 3            |
| Markéta Vondroušová   | 35           | 66           |
| Tereza Martincová     | 48           | 188          |
| Kateřina Siniaková    | 49           | 2            |
| Lucie Hradecká        | 557          | 29           |
| Đội trưởng: Petr Pála |              |              |

| Pháp                         | Pháp | Pháp |
| Tay vợt                      | SR   | DR   |
| ---------------------------- | ---- | ---- |
| Alizé Cornet                 | 59   | 281  |
| Caroline Garcia              | 75   | 170  |
| Clara Burel                  | 77   | 268  |
| Fiona Ferro                  | 105  | 410  |
| Đội trưởng: Julien Benneteau |      |      |

| Đức                          | Đức | Đức  |
| Tay vợt                      | SR  | DR   |
| ---------------------------- | --- | ---- |
| Angelique Kerber             | 9   | 379  |
| Andrea Petkovic              | 76  | 135  |
| Jule Niemeier                | 134 | –    |
| Anna-Lena Friedsam           | 137 | 93   |
| Nastasja Schunk              | 297 | 1319 |
| Đội trưởng: Rainer Schüttler |     |      |

| RTF                      | RTF | RTF  |
| Tay vợt                  | SR  | DR   |
| ------------------------ | --- | ---- |
| Anastasia Pavlyuchenkova | 12  | 108  |
| Daria Kasatkina          | 28  | 284  |
| Veronika Kudermetova     | 31  | 11   |
| Ekaterina Alexandrova    | 32  | 146  |
| Liudmila Samsonova       | 40  | 1342 |
| Đội trưởng: Igor Andreev |     |      |

| Slovakia                  | Slovakia | Slovakia |
| Tay vợt                   | SR       | DR       |
| ------------------------- | -------- | -------- |
| Anna Karolína Schmiedlová | 83       | 621      |
| Kristína Kučová           | 111      | –        |
| Rebecca Šramková          | 172      | 491      |
| Viktória Kužmová          | 175      | 59       |
| Tereza Mihalíková         | 618      | 111      |
| Đội trưởng: Matej Lipták  |          |          |

| Tây Ban Nha                         | Tây Ban Nha | Tây Ban Nha |
| Tay vợt                             | SR          | DR          |
| ----------------------------------- | ----------- | ----------- |
| Sara Sorribes Tormo                 | 37          | 69          |
| Nuria Párrizas Díaz                 | 66          | 359         |
| Aliona Bolsova                      | 163         | 86          |
| Rebeka Masarova                     | 167         | 270         |
| Carla Suárez Navarro                | 330         | 1103        |
| Đội trưởng: Anabel Medina Garrigues |             |             |

| Thụy Sĩ                     | Thụy Sĩ | Thụy Sĩ |
| Tay vợt                     | SR      | DR      |
| --------------------------- | ------- | ------- |
| Belinda Bencic              | 17      | 155     |
| Jil Teichmann               | 39      | 106     |
| Viktorija Golubic           | 45      | 145     |
| Stefanie Vögele             | 116     | 964     |
| Đội trưởng: Heinz Günthardt |         |         |

| Hoa Kỳ                    | Hoa Kỳ | Hoa Kỳ |
| Tay vợt                   | SR     | DR     |
| ------------------------- | ------ | ------ |
| Danielle Collins          | 30     | 492    |
| Shelby Rogers             | 42     | 74     |
| Sloane Stephens           | 63     | 1085   |
| CoCo Vandeweghe           | 151    | 156    |
| Caroline Dolehide         | 197    | 28     |
| Đội trưởng: Kathy Rinaldi |        |        |

## Thể thức
12 đội được chia thành 4 bảng, mỗi bảng 3 đội. 4 đội nhất bảng vào vòng bán kết.
| Ngày         | Vòng      | Số đội                      |
| ------------ | --------- | --------------------------- |
| 1–4 tháng 11 | Vòng bảng | 12 (4 bảng, mỗi bảng 3 đội) |
| 5 tháng 11   | Bán kết   | 4                           |
| 6 tháng 11   | Chung kết | 2                           |

## Vòng bảng
|  | Đi tiếp vào Vòng đấu loại trực tiếp |

### Tóm tắt
T = Thành tích, M = Trận, S = Sets
| Bảng | Nhất     | Nhất | Nhất | Nhất | Nhì          | Nhì | Nhì | Nhì | Ba          | Ba  | Ba  | Ba   |
| Bảng | Quốc gia | T    | M    | S    | Quốc gia     | T   | M   | S   | Quốc gia    | T   | M   | S    |
| ---- | -------- | ---- | ---- | ---- | ------------ | --- | --- | --- | ----------- | --- | --- | ---- |
| A    | RTF      | 2–0  | 5–1  | 11–4 | Canada       | 1–1 | 2–4 | 5–9 | Pháp        | 0–2 | 2–4 | 6–9  |
| B    | Úc       | 2–0  | 4–2  | 8–7  | Bỉ           | 1–1 | 3–3 | 8–7 | Belarus     | 0–2 | 2–4 | 6–8  |
| C    | Hoa Kỳ   | 1–1  | 3–3  | 7–6  | Slovakia     | 1–1 | 3–3 | 8–8 | Tây Ban Nha | 1–1 | 3–3 | 7–8  |
| D    | Thụy Sĩ  | 2–0  | 5–1  | 10–3 | Cộng hòa Séc | 1–1 | 3–3 | 7–7 | Đức         | 0–2 | 1–5 | 4–11 |

### Bảng A
| VT | Quốc gia | Thành tích | Trận | Sets | % Sets | Games | % Games |
| -- | -------- | ---------- | ---- | ---- | ------ | ----- | ------- |
| 1  | RTF      | 2–0        | 5–1  | 11–4 | 73%    | 82–51 | 62%     |
| 2  | Canada   | 1–1        | 2–4  | 5–9  | 36%    | 59–76 | 44%     |
| 3  | Pháp     | 0–2        | 2–4  | 6–9  | 40%    | 67–81 | 45%     |

#### Pháp vs. Canada
| · Pháp · 1 | O2 Arena, Prague, Cộng hòa Séc 1 tháng 11 năm 2021 Cứng (trong nhà) | O2 Arena, Prague, Cộng hòa Séc 1 tháng 11 năm 2021 Cứng (trong nhà) | · Canada · 2 |      |     |  |
| \| \| \| \| 1 \| 2 \| 3 \| \| \| - \| \| -------------------------------------------------------------- \| --- \| ---- \| --- \| \| \| 1 \| \| Fiona Ferro Françoise Abanda \| 6 4 \| 4 6 \| 4 6 \| \| \| 2 \| \| Alizé Cornet Rebecca Marino \| 6 4 \| 7 65 \| \| \| \| 3 \| \| Clara Burel / Alizé Cornet Gabriela Dabrowski / Rebecca Marino \| 3 6 \| 6 78 \| \| \| |                                                                     |                                                                     |              |      |     |  |
| |                                                                     |                                                                     | 1            | 2    | 3   |  |
| 1 | Pháp · Canada                                                       | Fiona Ferro Françoise Abanda                                        | 6 4          | 4 6  | 4 6 |  |
| 2 | Pháp · Canada                                                       | Alizé Cornet Rebecca Marino                                         | 6 4          | 7 65 |     |  |
| 3 | Pháp · Canada                                                       | Clara Burel / Alizé Cornet Gabriela Dabrowski / Rebecca Marino      | 3 6          | 6 78 |     |  |

#### RTF vs. Canada
| RTF 3 | O2 Arena, Prague, Cộng hòa Séc 2 tháng 11 năm 2021 Cứng (trong nhà) | O2 Arena, Prague, Cộng hòa Séc 2 tháng 11 năm 2021 Cứng (trong nhà)           | · Canada · 0 |     |     |  |
| \| \| \| \| 1 \| 2 \| 3 \| \| \| - \| \| ----------------------------------------------------------------------------- \| --- \| --- \| --- \| \| \| 1 \| \| Daria Kasatkina Carol Zhao \| 6 3 \| 6 1 \| \| \| \| 2 \| \| Anastasia Pavlyuchenkova Rebecca Marino \| 6 4 \| 4 6 \| 6 2 \| \| \| 3 \| \| Veronika Kudermetova / Liudmila Samsonova Gabriela Dabrowski / Rebecca Marino \| 6 3 \| 6 1 \| \| \| |                                                                     |                                                                               |              |     |     |  |
| |                                                                     |                                                                               | 1            | 2   | 3   |  |
| 1 | Canada                                                              | Daria Kasatkina Carol Zhao                                                    | 6 3          | 6 1 |     |  |
| 2 | Canada                                                              | Anastasia Pavlyuchenkova Rebecca Marino                                       | 6 4          | 4 6 | 6 2 |  |
| 3 | Canada                                                              | Veronika Kudermetova / Liudmila Samsonova Gabriela Dabrowski / Rebecca Marino | 6 3          | 6 1 |     |  |

#### Pháp vs. RTF
| · Pháp · 1 | O2 Arena, Prague, Cộng hòa Séc 3 tháng 11 năm 2021 Cứng (trong nhà) | O2 Arena, Prague, Cộng hòa Séc 3 tháng 11 năm 2021 Cứng (trong nhà)  | RTF 2 |     |     |  |
| \| \| \| \| 1 \| 2 \| 3 \| \| \| - \| \| -------------------------------------------------------------------- \| --- \| --- \| --- \| \| \| 1 \| \| Clara Burel Ekaterina Alexandrova \| 3 6 \| 6 4 \| 6 3 \| \| \| 2 \| \| Alizé Cornet Anastasia Pavlyuchenkova \| 7 5 \| 4 6 \| 2 6 \| \| \| 3 \| \| Clara Burel / Alizé Cornet Veronika Kudermetova / Liudmila Samsonova \| 2 6 \| 1 6 \| \| \| |                                                                     |                                                                      |       |     |     |  |
| |                                                                     |                                                                      | 1     | 2   | 3   |  |
| 1 | Pháp                                                                | Clara Burel Ekaterina Alexandrova                                    | 3 6   | 6 4 | 6 3 |  |
| 2 | Pháp                                                                | Alizé Cornet Anastasia Pavlyuchenkova                                | 7 5   | 4 6 | 2 6 |  |
| 3 | Pháp                                                                | Clara Burel / Alizé Cornet Veronika Kudermetova / Liudmila Samsonova | 2 6   | 1 6 |     |  |

### Bảng B
| VT | Quốc gia | Thành tích | Trận | Sets | % Sets | Games | % Games |
| -- | -------- | ---------- | ---- | ---- | ------ | ----- | ------- |
| 1  | Úc       | 2–0        | 4–2  | 8–7  | 63%    | 71–67 | 51%     |
| 2  | Bỉ       | 1–1        | 3–3  | 8–7  | 53%    | 73–61 | 54%     |
| 3  | Belarus  | 0–2        | 2–4  | 6–8  | 43%    | 55–71 | 44%     |

#### Belarus vs. Bỉ
| · Belarus · 1 | O2 Arena, Prague, Cộng hòa Séc 1 tháng 11 năm 2021 Cứng (trong nhà) | O2 Arena, Prague, Cộng hòa Séc 1 tháng 11 năm 2021 Cứng (trong nhà) | · Bỉ · 2 |     |     |  |
| \| \| \| \| 1 \| 2 \| 3 \| \| \| - \| \| ------------------------------------------------------------------- \| --- \| --- \| --- \| \| \| 1 \| \| Iryna Shymanovich Greet Minnen \| 2 6 \| 2 6 \| \| \| \| 2 \| \| Aliaksandra Sasnovich Elise Mertens \| 2 6 \| 6 4 \| 2 6 \| \| \| 3 \| \| Vera Lapko / Aliaksandra Sasnovich Kirsten Flipkens / Elise Mertens \| 6 4 \| 6 3 \| \| \| |                                                                     |                                                                     |          |     |     |  |
| |                                                                     |                                                                     | 1        | 2   | 3   |  |
| 1 | Belarus · Bỉ                                                        | Iryna Shymanovich Greet Minnen                                      | 2 6      | 2 6 |     |  |
| 2 | Belarus · Bỉ                                                        | Aliaksandra Sasnovich Elise Mertens                                 | 2 6      | 6 4 | 2 6 |  |
| 3 | Belarus · Bỉ                                                        | Vera Lapko / Aliaksandra Sasnovich Kirsten Flipkens / Elise Mertens | 6 4      | 6 3 |     |  |

#### Úc vs. Bỉ
| · Úc · 2 | O2 Arena, Prague, Cộng hòa Séc 2 tháng 11 năm 2021 Cứng (trong nhà) | O2 Arena, Prague, Cộng hòa Séc 2 tháng 11 năm 2021 Cứng (trong nhà) | · Bỉ · 1 |      |     |  |
| \| \| \| \| 1 \| 2 \| 3 \| \| \| - \| \| -------------------------------------------------------- \| --- \| ---- \| --- \| \| \| 1 \| \| Daria Gavrilova Greet Minnen \| 6 4 \| 1 6 \| 6 4 \| \| \| 2 \| \| Storm Sanders Elise Mertens \| 3 6 \| 7 65 \| 6 0 \| \| \| 3 \| \| Ellen Perez / Storm Sanders Elise Mertens / Greet Minnen \| 2 6 \| 4 6 \| \| \| |                                                                     |                                                                     |          |      |     |  |
| |                                                                     |                                                                     | 1        | 2    | 3   |  |
| 1 | Úc · Bỉ                                                             | Daria Gavrilova Greet Minnen                                        | 6 4      | 1 6  | 6 4 |  |
| 2 | Úc · Bỉ                                                             | Storm Sanders Elise Mertens                                         | 3 6      | 7 65 | 6 0 |  |
| 3 | Úc · Bỉ                                                             | Ellen Perez / Storm Sanders Elise Mertens / Greet Minnen            | 2 6      | 4 6  |     |  |

#### Úc vs. Belarus
| · Úc · 2 | O2 Arena, Prague, Cộng hòa Séc 4 tháng 11 năm 2021 Cứng (trong nhà) | O2 Arena, Prague, Cộng hòa Séc 4 tháng 11 năm 2021 Cứng (trong nhà)   | · Belarus · 1 |     |     |  |
| \| \| \| \| 1 \| 2 \| 3 \| \| \| - \| \| --------------------------------------------------------------------- \| --- \| --- \| --- \| \| \| 1 \| \| Storm Sanders Yuliya Hatouka \| 6 3 \| 6 3 \| \| \| \| 2 \| \| Ajla Tomljanović Aliaksandra Sasnovich \| 4 6 \| 6 2 \| 6 3 \| \| \| 3 \| \| Olivia Gadecki / Ellen Perez Lidziya Marozava / Aliaksandra Sasnovich \| 4 6 \| 4 6 \| \| \| |                                                                     |                                                                       |               |     |     |  |
| |                                                                     |                                                                       | 1             | 2   | 3   |  |
| 1 | Úc · Belarus                                                        | Storm Sanders Yuliya Hatouka                                          | 6 3           | 6 3 |     |  |
| 2 | Úc · Belarus                                                        | Ajla Tomljanović Aliaksandra Sasnovich                                | 4 6           | 6 2 | 6 3 |  |
| 3 | Úc · Belarus                                                        | Olivia Gadecki / Ellen Perez Lidziya Marozava / Aliaksandra Sasnovich | 4 6           | 4 6 |     |  |

### Bảng C
| VT | Quốc gia    | Thành tích | Trận | Sets | % Sets | Games | % Games |
| -- | ----------- | ---------- | ---- | ---- | ------ | ----- | ------- |
| 1  | Hoa Kỳ      | 1–1        | 3–3  | 7–6  | 54%    | 60–51 | 54%     |
| 2  | Slovakia    | 1–1        | 3–3  | 8–8  | 50%    | 64–66 | 49%     |
| 3  | Tây Ban Nha | 1–1        | 3–3  | 7–8  | 47%    | 58–65 | 47%     |

#### Tây Ban Nha vs. Slovakia
| · Tây Ban Nha · 2 | O2 Arena, Prague, Cộng hòa Séc 1 tháng 11 năm 2021 Cứng (trong nhà) | O2 Arena, Prague, Cộng hòa Séc 1 tháng 11 năm 2021 Cứng (trong nhà)             | · Slovakia · 1 |     |          |  |
| \| \| \| \| 1 \| 2 \| 3 \| \| \| - \| \| ------------------------------------------------------------------------------- \| --- \| --- \| -------- \| \| \| 1 \| \| Carla Suárez Navarro Viktória Kužmová \| 2 6 \| 6 3 \| 3 6 \| \| \| 2 \| \| Sara Sorribes Tormo Anna Karolína Schmiedlová \| 6 3 \| 3 6 \| 6 2 \| \| \| 3 \| \| Sara Sorribes Tormo / Carla Suárez Navarro Viktória Kužmová / Tereza Mihalíková \| 4 6 \| 6 2 \| [10] [7] \| \| |                                                                     |                                                                                 |                |     |          |  |
| |                                                                     |                                                                                 | 1              | 2   | 3        |  |
| 1 | Tây Ban Nha · Slovakia                                              | Carla Suárez Navarro Viktória Kužmová                                           | 2 6            | 6 3 | 3 6      |  |
| 2 | Tây Ban Nha · Slovakia                                              | Sara Sorribes Tormo Anna Karolína Schmiedlová                                   | 6 3            | 3 6 | 6 2      |  |
| 3 | Tây Ban Nha · Slovakia                                              | Sara Sorribes Tormo / Carla Suárez Navarro Viktória Kužmová / Tereza Mihalíková | 4 6            | 6 2 | [10] [7] |  |

#### Hoa Kỳ vs. Slovakia
| · Hoa Kỳ · 1 | O2 Arena, Prague, Cộng hòa Séc 2 tháng 11 năm 2021 Cứng (trong nhà) | O2 Arena, Prague, Cộng hòa Séc 2 tháng 11 năm 2021 Cứng (trong nhà)      | · Slovakia · 2 |      |           |  |
| \| \| \| \| 1 \| 2 \| 3 \| \| \| - \| \| ------------------------------------------------------------------------ \| --- \| ---- \| --------- \| \| \| 1 \| \| Shelby Rogers Viktória Kužmová \| 4 6 \| 4 6 \| \| \| \| 2 \| \| Danielle Collins Anna Karolína Schmiedlová \| 6 3 \| 6 2 \| \| \| \| 3 \| \| Caroline Dolehide / CoCo Vandeweghe Viktória Kužmová / Tereza Mihalíková \| 2 6 \| 7 65 \| [10] [12] \| \| |                                                                     |                                                                          |                |      |           |  |
| |                                                                     |                                                                          | 1              | 2    | 3         |  |
| 1 | Hoa Kỳ · Slovakia                                                   | Shelby Rogers Viktória Kužmová                                           | 4 6            | 4 6  |           |  |
| 2 | Hoa Kỳ · Slovakia                                                   | Danielle Collins Anna Karolína Schmiedlová                               | 6 3            | 6 2  |           |  |
| 3 | Hoa Kỳ · Slovakia                                                   | Caroline Dolehide / CoCo Vandeweghe Viktória Kužmová / Tereza Mihalíková | 2 6            | 7 65 | [10] [12] |  |

#### Hoa Kỳ vs. Tây Ban Nha
| · Hoa Kỳ · 2 | O2 Arena, Prague, Cộng hòa Séc 3 tháng 11 năm 2021 Cứng (trong nhà) | O2 Arena, Prague, Cộng hòa Séc 3 tháng 11 năm 2021 Cứng (trong nhà)  | · Tây Ban Nha · 1 |     |   |  |
| \| \| \| \| 1 \| 2 \| 3 \| \| \| - \| \| -------------------------------------------------------------------- \| --- \| --- \| - \| \| \| 1 \| \| Sloane Stephens Nuria Párrizas Díaz \| 6 4 \| 6 4 \| \| \| \| 2 \| \| Danielle Collins Sara Sorribes Tormo \| 6 1 \| 6 0 \| \| \| \| 3 \| \| Caroline Dolehide / CoCo Vandeweghe Aliona Bolsova / Rebeka Masarova \| 3 6 \| 4 6 \| \| \| |                                                                     |                                                                      |                   |     |   |  |
| |                                                                     |                                                                      | 1                 | 2   | 3 |  |
| 1 | Hoa Kỳ · Tây Ban Nha                                                | Sloane Stephens Nuria Párrizas Díaz                                  | 6 4               | 6 4 |   |  |
| 2 | Hoa Kỳ · Tây Ban Nha                                                | Danielle Collins Sara Sorribes Tormo                                 | 6 1               | 6 0 |   |  |
| 3 | Hoa Kỳ · Tây Ban Nha                                                | Caroline Dolehide / CoCo Vandeweghe Aliona Bolsova / Rebeka Masarova | 3 6               | 4 6 |   |  |

### Bảng D
| VT | Quốc gia     | Thành tích | Trận | Sets | % Sets | Games | % Games |
| -- | ------------ | ---------- | ---- | ---- | ------ | ----- | ------- |
| 1  | Thụy Sĩ      | 2–0        | 5–1  | 10–3 | 77%    | 73–51 | 59%     |
| 2  | Cộng hòa Séc | 1–1        | 3–3  | 7–7  | 50%    | 64–64 | 50%     |
| 3  | Đức          | 0–2        | 1–5  | 4–11 | 27%    | 56–78 | 42%     |

#### Cộng hòa Séc vs. Đức
| · Cộng hòa Séc · 2 | O2 Arena, Prague, Cộng hòa Séc 1 tháng 11 năm 2021 Cứng (trong nhà) | O2 Arena, Prague, Cộng hòa Séc 1 tháng 11 năm 2021 Cứng (trong nhà)    | · Đức · 1 |      |          |  |
| \| \| \| \| 1 \| 2 \| 3 \| \| \| - \| \| ---------------------------------------------------------------------- \| ---- \| ---- \| -------- \| \| \| 1 \| \| Markéta Vondroušová Andrea Petkovic \| 6 1 \| 6 3 \| \| \| \| 2 \| \| Barbora Krejčíková Angelique Kerber \| 7 65 \| 0 6 \| 4 6 \| \| \| 3 \| \| Lucie Hradecká / Kateřina Siniaková Anna-Lena Friedsam / Jule Niemeier \| 6 4 \| 62 7 \| [10] [8] \| \| |                                                                     |                                                                        |           |      |          |  |
| |                                                                     |                                                                        | 1         | 2    | 3        |  |
| 1 | Cộng hòa Séc · Đức                                                  | Markéta Vondroušová Andrea Petkovic                                    | 6 1       | 6 3  |          |  |
| 2 | Cộng hòa Séc · Đức                                                  | Barbora Krejčíková Angelique Kerber                                    | 7 65      | 0 6  | 4 6      |  |
| 3 | Cộng hòa Séc · Đức                                                  | Lucie Hradecká / Kateřina Siniaková Anna-Lena Friedsam / Jule Niemeier | 6 4       | 62 7 | [10] [8] |  |

#### Đức vs. Thụy Sĩ
| · Đức · 0 | O2 Arena, Prague, Cộng hòa Séc 2 tháng 11 năm 2021 Cứng (trong nhà) | O2 Arena, Prague, Cộng hòa Séc 2 tháng 11 năm 2021 Cứng (trong nhà)    | · Thụy Sĩ · 3 |     |     |  |
| \| \| \| \| 1 \| 2 \| 3 \| \| \| - \| \| ---------------------------------------------------------------------- \| --- \| --- \| --- \| \| \| 1 \| \| Andrea Petkovic Viktorija Golubic \| 4 6 \| 5 7 \| \| \| \| 2 \| \| Angelique Kerber Belinda Bencic \| 7 5 \| 2 6 \| 2 6 \| \| \| 3 \| \| Anna-Lena Friedsam / Nastasja Schunk Viktorija Golubic / Jil Teichmann \| 1 6 \| 2 6 \| \| \| |                                                                     |                                                                        |               |     |     |  |
| |                                                                     |                                                                        | 1             | 2   | 3   |  |
| 1 | Đức · Thụy Sĩ                                                       | Andrea Petkovic Viktorija Golubic                                      | 4 6           | 5 7 |     |  |
| 2 | Đức · Thụy Sĩ                                                       | Angelique Kerber Belinda Bencic                                        | 7 5           | 2 6 | 2 6 |  |
| 3 | Đức · Thụy Sĩ                                                       | Anna-Lena Friedsam / Nastasja Schunk Viktorija Golubic / Jil Teichmann | 1 6           | 2 6 |     |  |

#### Cộng hòa Séc vs. Thụy Sĩ
| · Cộng hòa Séc · 1 | O2 Arena, Prague, Cộng hòa Séc 4 tháng 11 năm 2021 Cứng (trong nhà) | O2 Arena, Prague, Cộng hòa Séc 4 tháng 11 năm 2021 Cứng (trong nhà) | · Thụy Sĩ · 2 |     |   |  |
| \| \| \| \| 1 \| 2 \| 3 \| \| \| - \| \| ------------------------------------------------------------------ \| ---- \| --- \| - \| \| \| 1 \| \| Markéta Vondroušová Viktorija Golubic \| 6 4 \| 6 2 \| \| \| \| 2 \| \| Barbora Krejčíková Belinda Bencic \| 62 7 \| 4 6 \| \| \| \| 3 \| \| Lucie Hradecká / Kateřina Siniaková Belinda Bencic / Jil Teichmann \| 3 6 \| 3 6 \| \| \| |                                                                     |                                                                     |               |     |   |  |
| |                                                                     |                                                                     | 1             | 2   | 3 |  |
| 1 | Cộng hòa Séc · Thụy Sĩ                                              | Markéta Vondroušová Viktorija Golubic                               | 6 4           | 6 2 |   |  |
| 2 | Cộng hòa Séc · Thụy Sĩ                                              | Barbora Krejčíková Belinda Bencic                                   | 62 7          | 4 6 |   |  |
| 3 | Cộng hòa Séc · Thụy Sĩ                                              | Lucie Hradecká / Kateřina Siniaková Belinda Bencic / Jil Teichmann  | 3 6           | 3 6 |   |  |

## Vòng đấu loại trực tiếp

### Sơ đồ
|  | Bán kết | Bán kết |         |     | Chung kết | Chung kết |  |
|  |         |         |         |     |           |           |  |
|  | RTF     | 2       |         |     |           |           |  |
|  | RTF     | 2       |         |     |           |           |  |
|  | Hoa Kỳ  | 1       |         |     |           |           |  |
|  | Hoa Kỳ  | 1       |         | RTF | 2         |           |  |
|  |         |         |         | RTF | 2         |           |  |
|  |         |         | Thụy Sĩ | 0   |           |           |  |
|  | Úc      | 0       | Thụy Sĩ | 0   |           |           |  |
|  | Úc      | 0       |         |     |           |           |  |
|  | Thụy Sĩ | 2       |         |     |           |           |  |

### Bán kết

#### RTF vs. Hoa Kỳ
| RTF 2 | O2 Arena, Prague, Cộng hòa Séc 5 tháng 11 năm 2021 Cứng (trong nhà) | O2 Arena, Prague, Cộng hòa Séc 5 tháng 11 năm 2021 Cứng (trong nhà)       | · Hoa Kỳ · 1 |      |     |  |
| \| \| \| \| 1 \| 2 \| 3 \| \| \| - \| \| ------------------------------------------------------------------------- \| ------ \| ---- \| --- \| \| \| 1 \| \| Liudmila Samsonova Sloane Stephens \| 1 6 \| 6 4 \| 6 3 \| \| \| 2 \| \| Anastasia Pavlyuchenkova Danielle Collins \| 711 69 \| 62 7 \| 2 6 \| \| \| 3 \| \| Veronika Kudermetova / Liudmila Samsonova Shelby Rogers / CoCo Vandeweghe \| 6 3 \| 6 3 \| \| \| |                                                                     |                                                                           |              |      |     |  |
| |                                                                     |                                                                           | 1            | 2    | 3   |  |
| 1 | Hoa Kỳ                                                              | Liudmila Samsonova Sloane Stephens                                        | 1 6          | 6 4  | 6 3 |  |
| 2 | Hoa Kỳ                                                              | Anastasia Pavlyuchenkova Danielle Collins                                 | 711 69       | 62 7 | 2 6 |  |
| 3 | Hoa Kỳ                                                              | Veronika Kudermetova / Liudmila Samsonova Shelby Rogers / CoCo Vandeweghe | 6 3          | 6 3  |     |  |

#### Úc vs. Thụy Sĩ
| · Úc · 0 | O2 Arena, Prague, Cộng hòa Séc 5 tháng 11 năm 2021 Cứng (trong nhà) | O2 Arena, Prague, Cộng hòa Séc 5 tháng 11 năm 2021 Cứng (trong nhà) | · Thụy Sĩ · 2 |     |   |            |
| \| \| \| \| 1 \| 2 \| 3 \| \| \| - \| \| --------------------------------------------------------------- \| --- \| --- \| - \| ---------- \| \| 1 \| \| Storm Sanders Jil Teichmann \| 0 6 \| 3 6 \| \| \| \| 2 \| \| Ajla Tomljanović Belinda Bencic \| 3 6 \| 2 6 \| \| \| \| 3 \| \| Ellen Perez / Storm Sanders Viktorija Golubic / Stefanie Vögele \| \| \| \| không chơi \| |                                                                     |                                                                     |               |     |   |            |
| |                                                                     |                                                                     | 1             | 2   | 3 |            |
| 1 | Úc · Thụy Sĩ                                                        | Storm Sanders Jil Teichmann                                         | 0 6           | 3 6 |   |            |
| 2 | Úc · Thụy Sĩ                                                        | Ajla Tomljanović Belinda Bencic                                     | 3 6           | 2 6 |   |            |
| 3 | Úc · Thụy Sĩ                                                        | Ellen Perez / Storm Sanders Viktorija Golubic / Stefanie Vögele     |               |     |   | không chơi |

### Chung kết

#### RTF vs. Thụy Sĩ
| RTF 2 | O2 Arena, Prague, Cộng hòa Séc 6 tháng 11 năm 2021 Cứng (trong nhà) | O2 Arena, Prague, Cộng hòa Séc 6 tháng 11 năm 2021 Cứng (trong nhà)         | · Thụy Sĩ · 0 |     |     |            |
| \| \| \| \| 1 \| 2 \| 3 \| \| \| - \| \| --------------------------------------------------------------------------- \| --- \| --- \| --- \| ---------- \| \| 1 \| \| Daria Kasatkina Jil Teichmann \| 6 2 \| 6 4 \| \| \| \| 2 \| \| Liudmila Samsonova Belinda Bencic \| 3 6 \| 6 3 \| 6 4 \| \| \| 3 \| \| Ekaterina Alexandrova / Daria Kasatkina Viktorija Golubic / Stefanie Vögele \| \| \| \| không chơi \| |                                                                     |                                                                             |               |     |     |            |
| |                                                                     |                                                                             | 1             | 2   | 3   |            |
| 1 | Thụy Sĩ                                                             | Daria Kasatkina Jil Teichmann                                               | 6 2           | 6 4 |     |            |
| 2 | Thụy Sĩ                                                             | Liudmila Samsonova Belinda Bencic                                           | 3 6           | 6 3 | 6 4 |            |
| 3 | Thụy Sĩ                                                             | Ekaterina Alexandrova / Daria Kasatkina Viktorija Golubic / Stefanie Vögele |               |     |     | không chơi |